# Eriocaulon kainantense
Eriocaulon kainantense là một loài thực vật có hoa trong họ Cỏ dùi trống. Loài này được Masam. mô tả khoa học đầu tiên năm 1943.